# NVDLA
NVIDIA Deep Learning Accelerator ou NVDLA (signifiant en anglais, Accélérateur d’apprentissage profond [de] NVIDIA) est un standard ouvert (licence « NVIDIA Open NVDLA License ») de puce d'accélération de réseaux de neurones à destination de l’apprentissage profond, crée par la société NVIDIA et proposé publiquement en octobre 2017.
Le processeur est écrit au format Verilog.

## Annexe